# Huila Aje
Huila Aje (possiblement de l'aimara wila sang, vermell, jaqhi, penya-segat "penya-segat vermell") és una muntanya de la Serralada de Vilcanota, una secció de la gran serralada dels Andes al Perú, amb uns 5.900 msnm. Es troba al Departament de Cusco. Es troba al nord-est dels llacs Sibinacocha i Amayuni, entre el Yayamari i el Condoriquiña.